# Aviron union nautique de Lyon
 (janvier 2016).
Si vous disposez d'ouvrages ou d'articles de référence ou si vous connaissez des sites web de qualité traitant du thème abordé ici, merci de compléter l'article en donnant les références utiles à sa vérifiabilité et en les liant à la section « Notes et références ».
L'Aviron Union Nautique de Lyon est une association sportive lyonnaise pratiquant l'aviron située au 59 quai Clemenceau à Caluire-et-Cuire, en face de l'île Barbe. Il est représenté par un lion rouge tenant un aviron.

## Histoire
Le club est fondé en 1880 sous le nom d' l'Union nautique de Lyon, le club étant alors basé quai Pierre-Scize dans le 5e arrondissement de Lyon. Il connait ses premiers succès avec deux victoires en championnat de France en 1893 et 1896 (catégorie huit senior) et une en championnat d'Europe (huit senior).
Dans l’après-guerre, la présidence est attribuée à M. Guillon, Champion d’Europe en 1896. Cette période est prospère pour l’Union qui remporte différents titres et s’inscrit comme le club phare de la région lyonnaise.
À partir de la fin de ce conflit, l'Union nautique de Lyon entre dans une phase ascendante et remporte plusieurs titres nationaux. À partir de 1975 le club se modernise et change de nom pour devenir l'Aviron union nautique de Lyon. En 1994 l'un de ses membres devient champion du monde en quatre senior, puis en 2000 Jean-Christophe Rolland remporte le titre olympique avant que Franck Solforosi se classe 4e aux Jeux olympiques de Pékin en 2008. Ce dernier obtient la médaille de bronze aux Jeux Olympiques d'été de 2016 en quatre sans barreur poids léger.
La combinaison de l'AUNL est blanche, barrée sur les côtes de rouge avec le symbole du club sur le torse et A.U.N.L. dans le dos.
Dans le but de développer de nouvelles activités, l'AUNL lance en janvier 2020 la pratique de l'aviron indoor et de l'aviron santé.

## Traversée de Lyon
L’AUNL organise chaque 1er mai la traditionnelle Traversée de Lyon. Cet événement, créé en 1999, rassemble des rameurs le temps d'un weekend entre Saône et Rhône. Au cours d’un parcours d’une trentaine de kilomètres en ville, jusqu’à 400 rameurs découvrent les différentes facettes de la capitale des Gaules. Passant sous les 16 ponts de la ville le long d'un circuit bordé de monuments, les sportifs venus de France et de l’Europe (Suisse, Belgique, Allemagne) peuvent profiter d’une visite de Lyon différente de celle pratiquée sur la terre ferme.
Cette manifestation réunit chaque année des passionnés d’aviron et d’histoire. Avec comme point de départ la pointe nord de l’Île Barbe, site bimillénaire, le parcours traverse le bassin de Vaise bordé par l’écluse de Cuire, son château, et la Rivette, maison du XVIIIe siècle construite par Soufflot. Il entre ensuite dans Lyon par le défilé de la Saône bordé de monuments classiques et dominé par les pentes abruptes de la Croix-Rousse, quartier des Canuts. Il débouche au cœur de Lyon et de ses quartiers Renaissance ponctués d’églises anciennes. Il longe ensuite le chevet de la primatiale Saint-Jean et le Palais de Justice aux vingt-quatre colonnes, surplombés par la basilique de Fourvière à côté du site de l’ancien forum romain, puis pénètre dans le quartier de la Confluence, avec son architecture innovante. Passé le confluent, il remonte le Rhône, au cours puissant et rapide, de Gerland au quartier des universités, avant de faire demi-tour. Un repas de tradition lyonnaise est servi en fin de journée.

## Classement
|                                                                  | 1993 | 1994 | 1995 | 1996 | 1997 | 1998 | 1999 | 2000 | 2001 | 2002 | 2003 | 2004 | 2005 | 2006 | 2007 | 2008 | 2009 | 2010 | 2011 |
| ---------------------------------------------------------------- | ---- | ---- | ---- | ---- | ---- | ---- | ---- | ---- | ---- | ---- | ---- | ---- | ---- | ---- | ---- | ---- | ---- | ---- | ---- |
| Classement général                                               | 10   | 10   | 6    | 4    | 5    | 5    | 2    | 3    | 11   | 4    | 5    | 5    | 3    | 8    | 2    | 4    | 7    | 8    | 6    |
| Classement masculin                                              | 3    | 5    | 3    | 1    | 7    | 4    | 1    | 4    | 5    | 3    | 6    | 3    | 1    | 6    | 1    | 2    | 6    | 9    | 12   |
| Classement féminin                                               | 79   | 51   | -    | 20   | 27   | 23   | 8    | 3    | 6    | 19   | 15   | 10   | 27   | 22   | 48   | 25   | 26   | 25   | 7    |
| Classement jeunes                                                |      |      |      |      |      |      |      |      |      |      |      |      |      |      | 2    | 2    | 2    | 5    | 5    |
| Sources: Classements annuels de la fédération française d'aviron |      |      |      |      |      |      |      |      |      |      |      |      |      |      |      |      |      |      |      |

Le club, au niveau national, a été 4 fois depuis 1993 sur le podium : 1999 (2d), 2000 (3e), 2005 (3e), 2007 (2d).
Au niveau masculin, il a été classé 1er de cette catégorie en 1996, 1999, 2005 et 2007.